# Adreno
Dòng vi xử lý đồ họa Adreno được phát triển bởi Qualcomm dưới dạng tích hợp trong chip xử lý SoCs. Ban đầu dòng này được đặt tên là Imageon do ATI Technologies phát triển, sau đó được AMD mua lại từ năm 2006. Tiếp theo vào năm 2008, Qualcomm mua lại Imageon và đổi tên thành Adreno. Tên mới Adreno được hình thành bằng cách đảo chữ từ tên Radeon.

## Tham số kỹ thuật

### Các phiên bản
Adreno được tích hợp trong chip xử lý Snapdragon SoCs:
| Tên                   | Kiến trúc                  | Công nghệ sản xuất (nm) | Xung nhịp (MHz) | Tốc độ quét | Tốc độ quét     | Tốc độ quét    | API (version) | API (version) | API (version) | API (version)     | API (version)                    | Bộ giải mã video | Bộ giải mã video | Bộ giải mã video | Bộ giải mã video | Bộ giải mã video | Bộ giải mã video | Tham khảo | Sử dụng trong                                     |
| Tên                   | Kiến trúc                  | Công nghệ sản xuất (nm) | Xung nhịp (MHz) | MPolygons/s | Điểm ảnh (GP/s) | Texture (GT/s) | OpenGL ES     | OpenVG        | OpenCL        | OpenGL            | DirectX                          | MPEG-2           | H.264            | HEVC             | VP8              | VP9              | Daala            | Tham khảo | Sử dụng trong                                     |
| --------------------- | -------------------------- | ----------------------- | --------------- | ----------- | --------------- | -------------- | ------------- | ------------- | ------------- | ----------------- | -------------------------------- | ---------------- | ---------------- | ---------------- | ---------------- | ---------------- | ---------------- | --------- | ------------------------------------------------- |
| Adreno 130            | fixed function pipeline    |                         |                 |             |                 |                | 1.1           | 1.1           | —             | EGL 1.3, SVGT 1.2 | Direct3D Mobile DirectDraw & GDI |                  |                  |                  |                  |                  |                  | -         | MSM7x01                                           |
| Adreno 200 (AMD Z430) |                            |                         |                 |             |                 |                | 2.0           | 1.1           | —             | EGL 1.4, SVGT 1.2 | Direct3D Mobile DirectDraw & GDI |                  |                  |                  |                  |                  |                  | -         | MSM7x2x, QSD8x50, Freescale i.MX51, i.MX53        |
| Adreno 200 nâng cao   |                            |                         |                 |             |                 |                | 2.0           | 1.1           | —             | EGL 1.4, SVGT 1.2 | Direct3D Mobile DirectDraw & GDI |                  |                  |                  |                  |                  |                  | -         | MSM7x25A, MSM7x27A                                |
| Adreno 203            |                            |                         |                 |             |                 |                | 2.0           | 1.1           | —             | EGL 1.4, SVGT 1.2 | Direct3D Mobile DirectDraw & GDI |                  |                  |                  |                  |                  |                  | -         | S4 Play Snapdragon 200(Cortex-A5: 8225Q, 8625Q)   |
| Adreno 205            | 5-way VLIW                 |                         |                 |             |                 |                | 2.0           | 1.1           | —             | EGL 1.4, SVGT 1.2 | Direct3D Mobile DirectDraw & GDI |                  |                  |                  |                  |                  |                  | -         | MSM7x3x, MSM8x5x, APQ8055 Snapdragon 400          |
| Adreno 220            | Kiến trúc đổ bóng hợp nhất |                         |                 |             |                 |                | 2.0           | 1.1           | —             | EGL 1.4, SVGT 1.2 | Direct3D 9.3 DirectDraw & GDI    |                  |                  |                  |                  |                  |                  | -         | MSM8x6x, APQ8060                                  |
| Adreno 225            |                            |                         |                 |             |                 |                | 2.0           | 1.1           | —             | EGL 1.4, SVGT 1.2 | Direct3D 9.3 DirectDraw & GDI    |                  |                  |                  |                  |                  |                  | -         | MSM8660x, MSM8960A                                |
| Adreno 230            |                            |                         |                 |             |                 |                | 2.0           | 1.1           | —             | EGL 1.4, SVGT 1.2 | Direct3D 9.3 DirectDraw & GDI    |                  |                  |                  |                  |                  |                  | [ 2 ]     | MSM8225, MSM8625                                  |
| Adreno 302            |                            |                         |                 |             |                 |                | 3.0           | 1.1           | 1.2           | EGL 1.4, SVGT 1.2 | Direct3D 9.3 DirectDraw & GDI    |                  |                  |                  |                  |                  |                  | [ 2 ]     | Snapdragon 200(Cortex-A7: 8210, 8610, 8212, 8612) |
| Adreno 305            |                            |                         |                 |             |                 |                | 3.0           | 1.1           | 1.2           | EGL 1.4, SVGT 1.2 | Direct3D 9.3 DirectDraw & GDI    |                  |                  |                  |                  |                  |                  | [ 3 ]     | MSM8x2x, MSM8x3x, APQ8030                         |
| Adreno 320            |                            |                         |                 |             |                 |                | 3.0           | 1.1           | 1.2           | EGL 1.4, SVGT 1.2 | Direct3D 9.3 DirectDraw & GDI    |                  |                  |                  |                  |                  |                  | [ 4 ]     | S4 Pro, S4 Prime Snapdragon 600                   |
| Adreno 330            |                            |                         |                 |             |                 |                | 3.0           | 1.1           | 1.2           | EGL 1.4, SVGT 1.2 | Direct3D 9.3 DirectDraw & GDI    |                  |                  |                  |                  |                  |                  | -         | Snapdragon 800                                    |

- Direct3D Mobile, SVGT 1.2, Direct Draw và GDI
- Adreno 200 (AMD Z430) có trong QSD8x50 (1 GHz) and MSM7x27 (600 MHz A11+L2 cache). Hỗ trợ OpenGL ES 2.0, OpenGL ES 1.1, OpenVG 1.1, EGL 1.4, Direct3D Mobile, SVGT 1.2 và DirectDraw. (22M triangles/giây, 133M pixels/giây, xung nhịp 128 MHz).
- Adreno 200 enhanced có trong the MSM7x25A (800 MHz), MSM7x27A (1 GHz+L2 cache). Hỗ trợ OpenGL ES 2.0, OpenGL ES 1.1, OpenVG 1.1, EGL 1.4, Direct3D Mobile, SVGT 1.2, Direct Draw và GDI. (40M triangles/giây, 432M pixels/giây, xung nhịp 200 MHz).
- Adreno 205 có trong QSD8x50A (1.3 GHz), MSM7x30 (800 MHz+L2 cache), MSM8x55 (1 GHz+L2 cache). Có nhiều tính năng mới như phần cứng hỗ trợ tăng tốc cho SVG và Adobe Flash tốt hơn Adreno 200. Hỗ trợ OpenGL ES 2.0, OpenGL ES 1.1, OpenVG 1.1, EGL 1.4, Direct3D Mobile, SVGT 1.2, Direct Draw và GDI. (57M triangles/giây, 539M pixels/giây, xung nhịp 245 MHz)
- Adreno 220 có trong MSM8660 hoặc MSM8260 (1.2 GHz–1.5 GHz+1 MB L2 Cache) với kênh bộ nhớ đơn. Hỗ trợ OpenGL ES 2.0, OpenGL ES 1.1, OpenVG 1.1, EGL 1.4, Direct3D Mobile, DirectX 9.0c, SVGT 1.2, Direct Draw và GDI. (88M triangles/giây, 2.4 Gpixels/giây, xung nhịp 266 MHz, ép xung tới 400 MHz).
- Adreno 225 có trong MSM8960 (1.5 GHz–1.7 GHz+1 MB L2 cache), kênh bộ nhớ kép. Hỗ trợ Direct3D feature level 9_3 in addition to OpenGL ES 2.0, OpenGL ES 1.1, OpenVG 1.1, EGL 1.4, Direct3D Mobile, SVGT 1.2, Direct Draw và GDI.
- Adreno 320 có trong Qualcomm S4 Pro & Prime Series, với kênh bộ nhớ kép. Hỗ trợ Direct3D feature level 9_3 và OpenGL ES 3.0, OpenGL ES 2.0, OpenGL ES 1.1, OpenVG 1.1, EGL 1.4, Direct3D Mobile, SVGT 1.2 [4]
- Adreno 330

### Hỗ trợhệ điều hành
Adreno chỉ có trình điều khiển (driver) hỗ trợ Android do Qualcomm cung cấp.
Không có trình điều khiển cho các hệ điều hành họ Linux khác.
Tới nay đã được áp dụng trên Windows Phone.